# 臺南車站
臺南車站（亦稱臺南火車站）為臺灣鐵路公司縱貫線的一等站，是台鐵路線最西端的車站。站體座落於臺灣臺南市東區，是南臺南的交通轉運樞紐。
目前正在進行臺南市區鐵路地下化計畫，舊車站會比照高雄模式保存為文化資產整修中。

## 車站概要
臺南車站是臺灣少數建於清代舊城範圍內的車站。日治時期1900年通車時，鐵路由大北門進入臺灣府城，設站在鬧區東北邊，再由小南門一帶出城，經市區改正後，北門町二丁目（今北門路二段、富北街）、明治町一丁目（今成功路）、大正町三丁目（今中山路）、壽町一丁目（今北門路一段）交會於此，即今日站前的街道輪廓，車站成為臺南的重要交通節點。二次大戰後，車站成為臺南市中心，附近商場、百貨及飯店林立，目前有數件都市更新案進行中。
可於站外「臺南火車站(北站)」、「臺南火車站(南站)」、「香格里拉飯店」公車站轉乘17條市區公車、4條觀光公車、13條支線公車、4條高雄公車路線，或租借YouBike。

## 車站構造

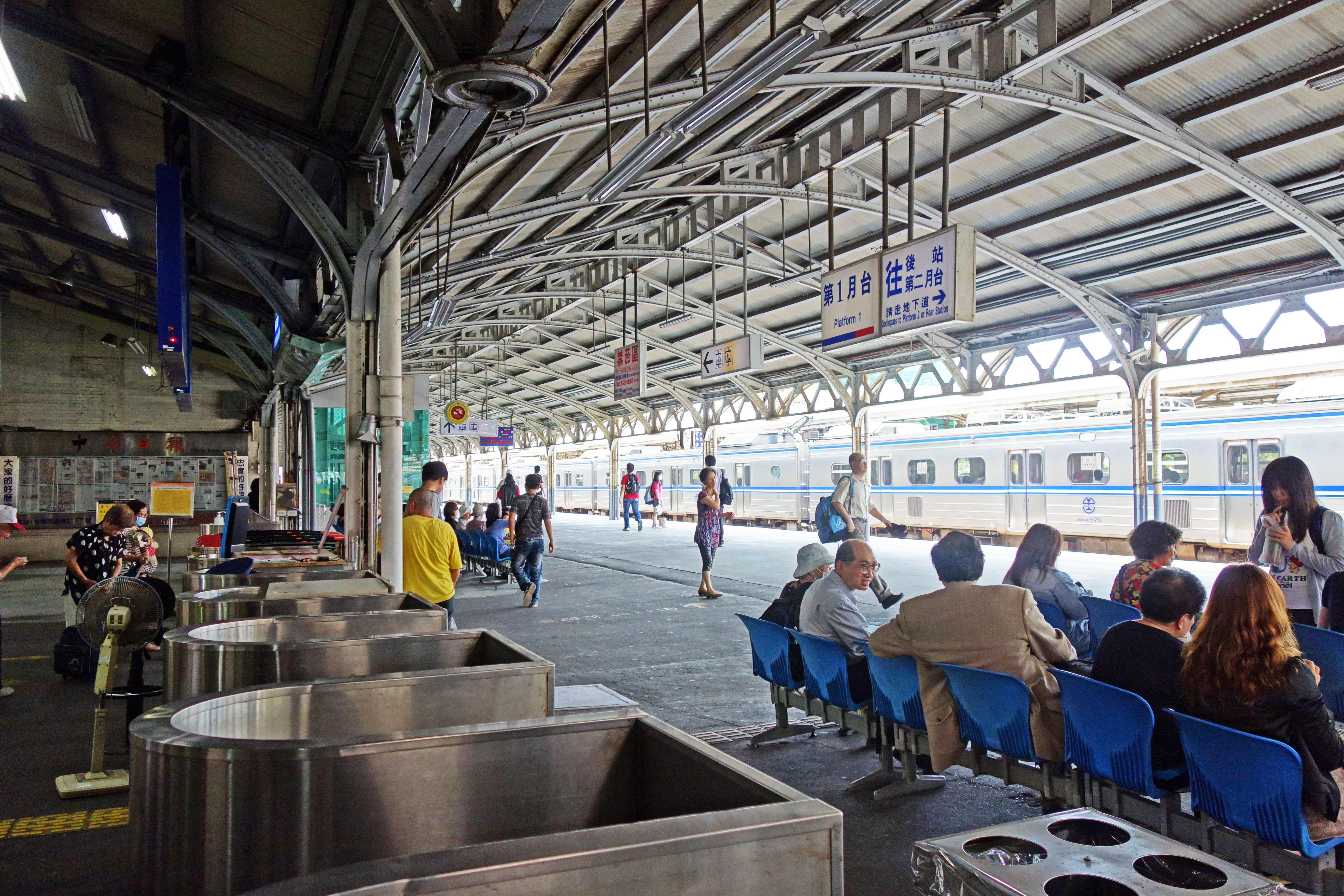
與站房同屬古蹟、由鋼軌構築而成的的第一月臺候車棚

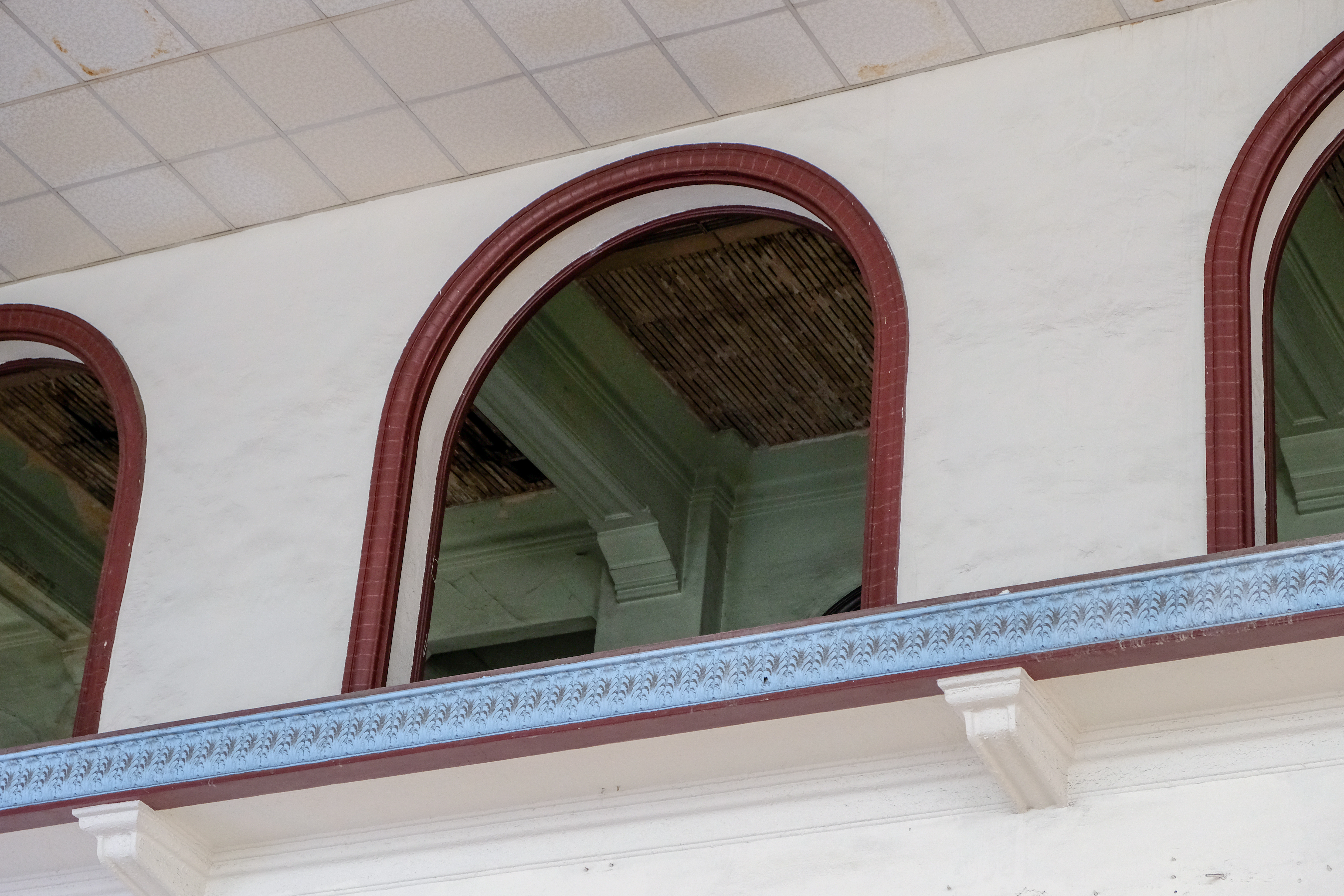
從一樓大廳拍攝之二樓拱廊細部裝飾

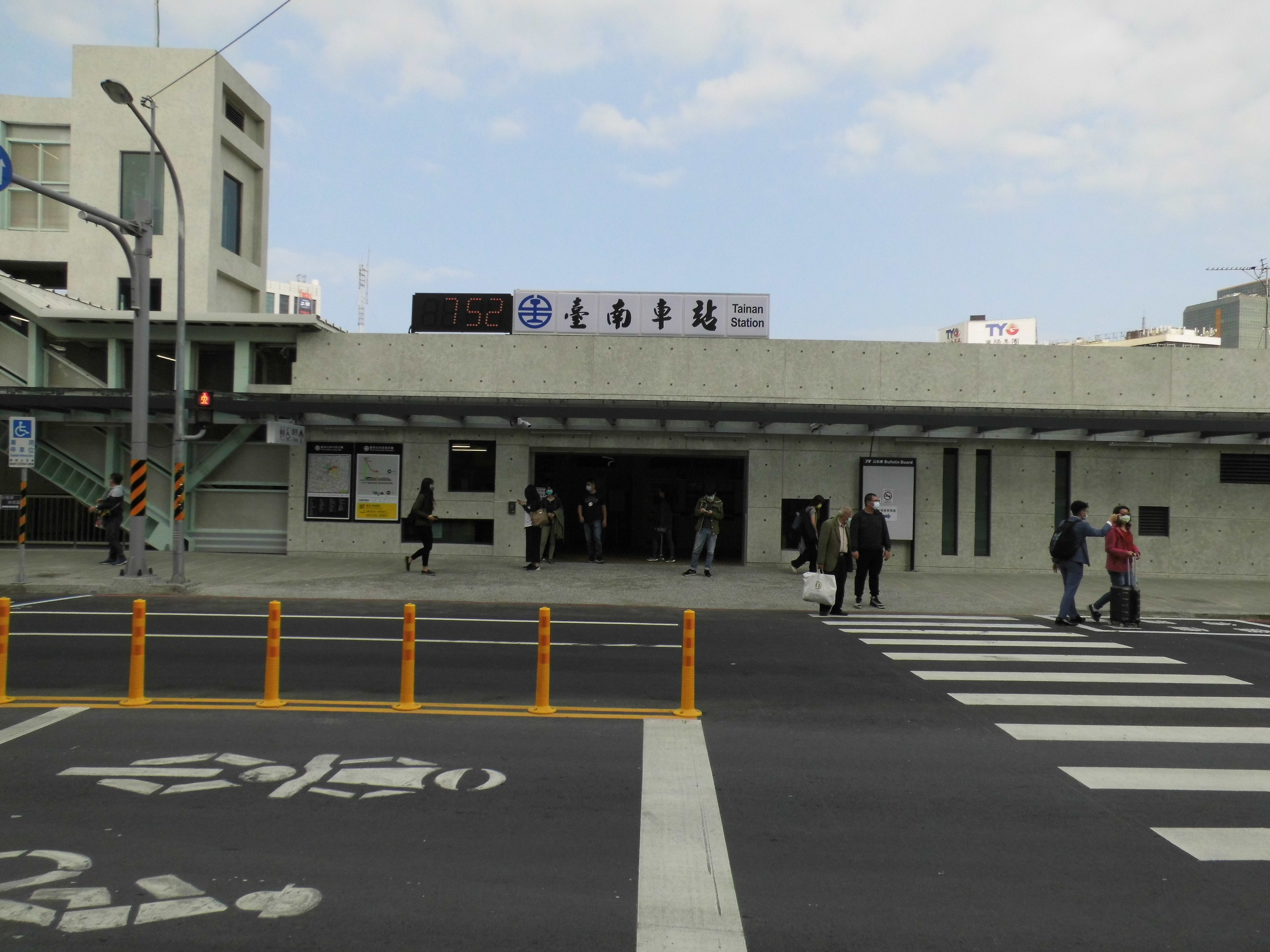
2021年4月啟用的臨時後站

### 月臺配置

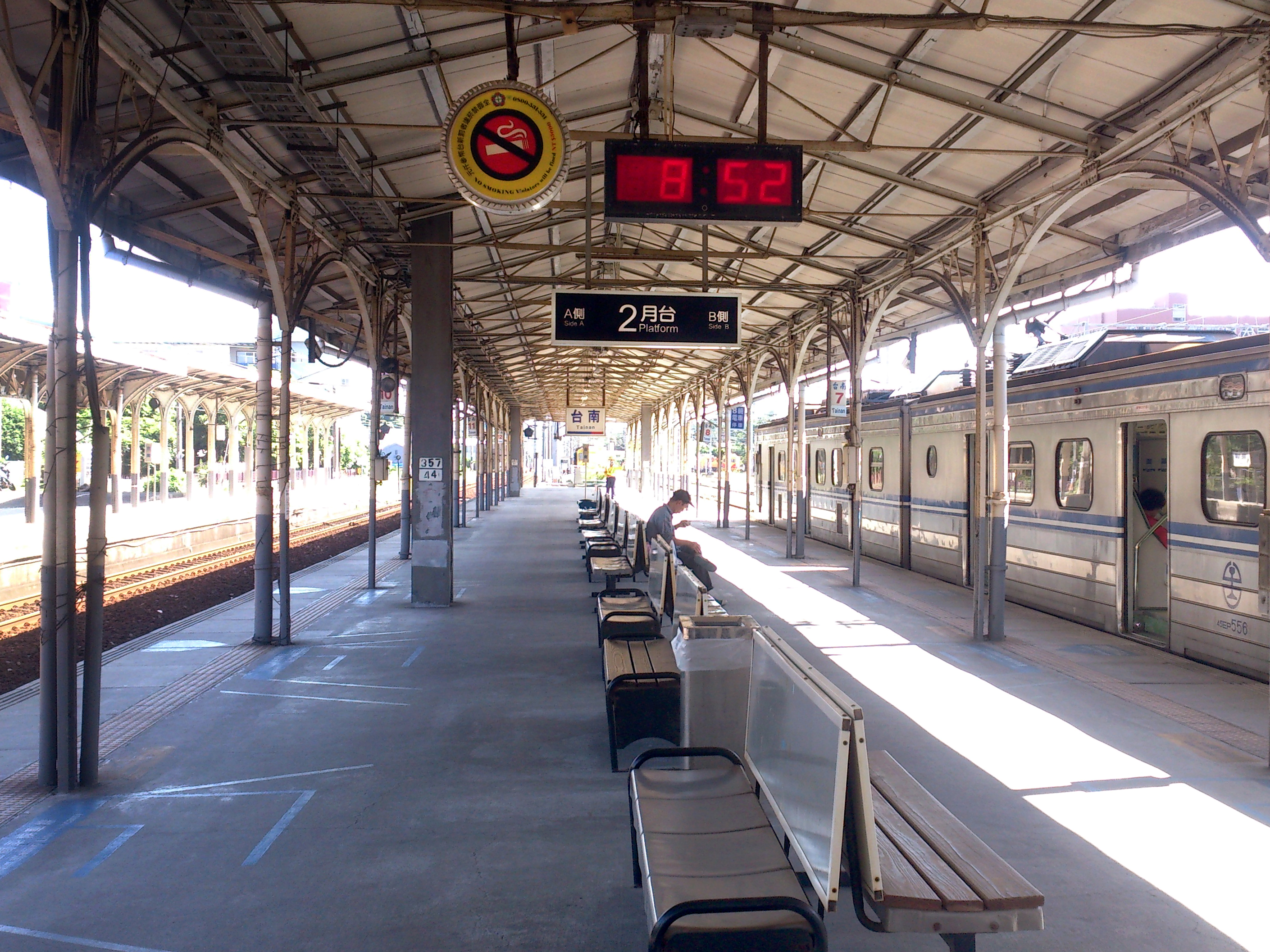
臺南車站第二月台

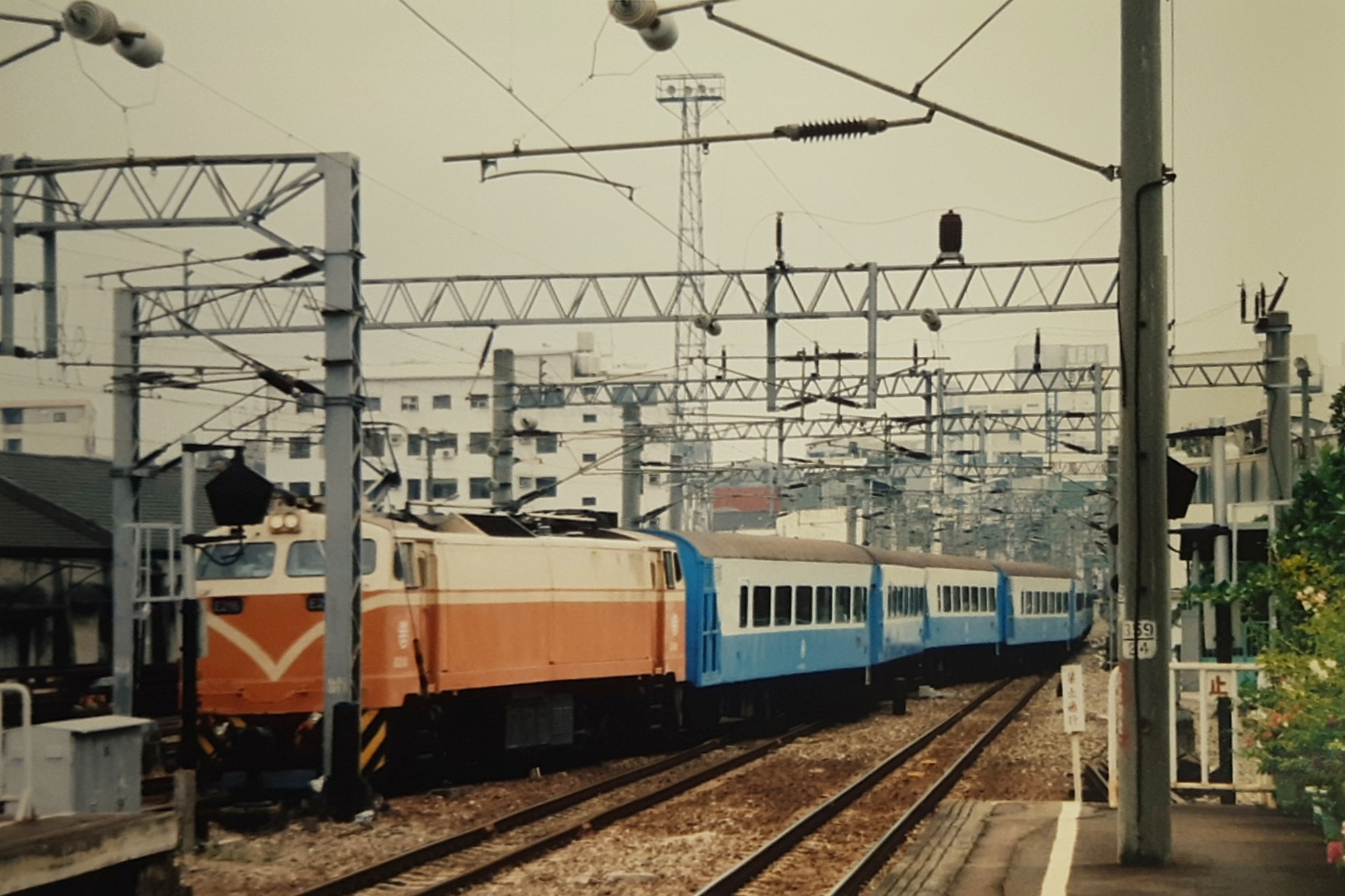
拐停2B月台準備待避自強號列車的復興號列車

| 1    | 1  | █ 西部幹線（順行-區間車）          | 往 大橋、永康、新市 方向                                                                          |
| 1    | 1  | █ 東部幹線（直通順行-對號列車）    | 往 宜蘭、蘇澳新、花蓮 方向                                                                        |
| 1    | 1  | █ 西部幹線（順行-對號列車）        | 往 新營、嘉義、斗六 方向                                                                          |
| 2    | 2A | █ 西部幹線、沙崙線（順行-區間車）  | 往 保安、仁德、中洲方向                                                                           |
| 2    | 2A | █ 西部幹線（逆行-對號列車）        | 往 岡山、新左營、高雄 方向                                                                        |
| 2    | 2A | █ 南迴線（直通逆行-對號列車）      | 往 枋寮、臺東、玉里 方向                                                                          |
| 3    | 2B | █ 西部幹線（逆行到達、發車、待避） | 往 保安、仁德、中洲 方向                                                                          |
| 3    | 2B | █ 沙崙線（逆行到達、順行發車）     | 往 中洲、長榮大學、沙崙 方向                                                                      |
| 3    | 2B | █ 西部幹線（順行到達、發車、待避） | 往 大橋、永康、新市 方向                                                                          |
| 4-12 |    | █ 貨運用島式月臺一座（無編號）     | 臺南車站貨場軌道 （於2018年7月20日停止貨運及軍運業務， 並於2019年12月因建設永久地下化站體而拆除） |

### 車站樓層
| 二樓 | 鐵路飯店 | （目前不開放，飯店修復工程進行中） |

| 一樓     | |
| 前站大廳 | 自動售票機、服務臺、值班站長室、商店 售票處、入口閘門、候車室 行李房、總務室                              |
| 前站出口 | 出口、出口閘門 補票處、旅遊服務中心、鐵路警察分駐所、洗手間 計程車招呼站、接送區                          |
| 側式月台 | |
| 1月台    | ■西部幹線 往 臺中、臺北 方向 ■東部幹線 往 宜蘭、花蓮 方向                                                 |
| 2A月台   | ■西部幹線 往 高雄、屏東 方向 ■南迴線 往 臺東、花蓮 方向 ■沙崙線 往 沙崙 方向                              |
| 島式月台 | |
| 2B月台   | ■西部幹線 往 高雄、屏東 方向 ■西部幹線 往 臺中、臺北 方向 ■南迴線 往 臺東、花蓮 方向 ■沙崙線 往 沙崙 方向 |
| 後站大廳 | 出入口 售票處、自動售票機、驗票閘門 洗手間                                                                |

### 站體特色

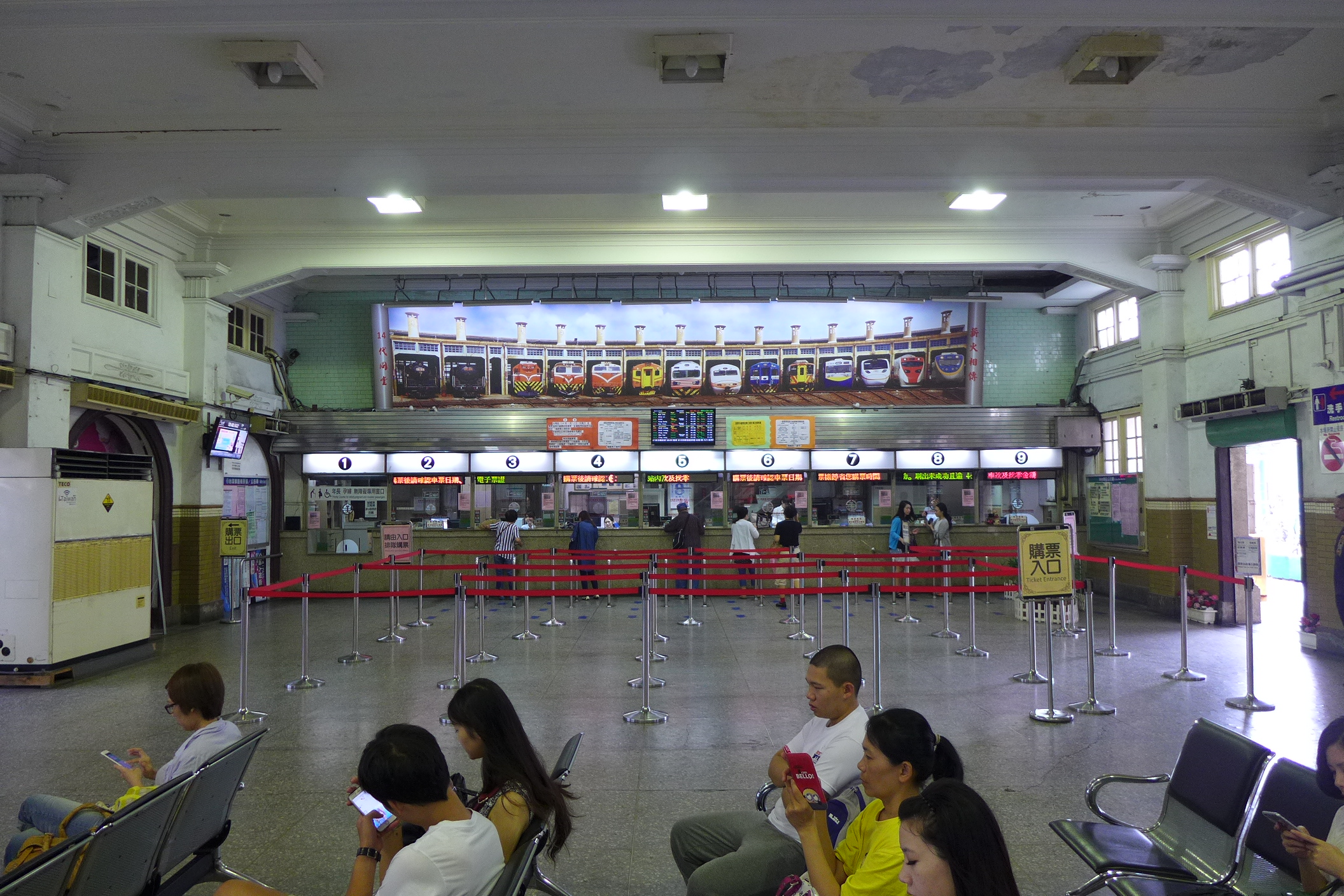
臺南車站售票大廳

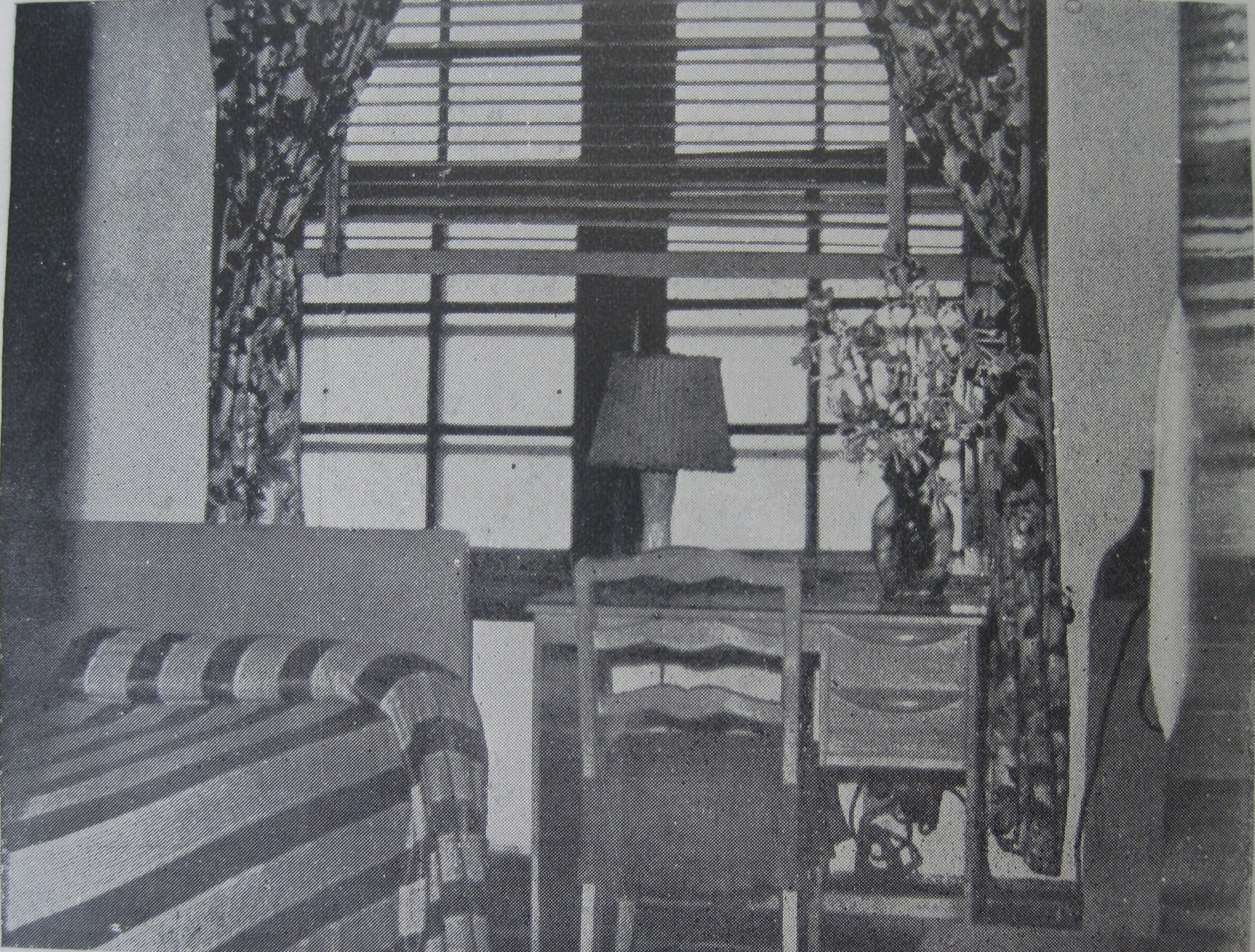
戰後由臺鐵經營的飯店客房一景

現在的臺南車站為第二代車站，建築風格採盛行於1920年代的折衷主義，於1936年3月15日落成並使用至今，是文化部所轄之國定古蹟。
其特色為門廊的三個圓拱門，屋簷有浮雕裝飾，平頂正面上方有小山形壁。建築正立開七扇圓拱長窗，中間三扇由四根壁柱作框，中央長窗上方嵌有圓鐘（現已被電子鐘遮蓋）。站體外觀講求實用簡樸，外牆上部牆身為磁磚，厚重的腰牆則為人造石。室內地板候車室及大廳多為大理石、牆面則以油漆為主。竣工後幾經維修，許多材料均已更換，而室外則已全面油漆。
1998年由臺灣省政府公告為省定古蹟，範圍包含車站本體、站務室、北側站前廣場的原派出所、以及第一月臺，精省後則改為國定古蹟。

### 鐵路飯店
日治時期為解決乘車外宿之不便，臺南車站落成時二樓設有洋式旅館，是當時臺灣唯一設有旅館的車站。鐵道旅館提供乘客住宿、休息、盥洗、及寄放行李等服務，且設有公共電話室、餐廳、酒吧、更衣室等設施，餐廳內亦有冷藏食物的設備，除此之外，還設有貴賓室與接待室專門服務貴賓。。
二戰後，臺南鐵道飯店一分為二，由鐵路餐廳和鐵路飯店分別經營，惟不敵時代潮流，1966年3月起旅館部歇業，1985年7月起鐵路餐廳亦遭裁撤，此後荒廢不對外開放。
2017年12月，國定古蹟-臺南車站啟動修復再利用工程，鐵道飯店七間房間會依原貌修復，原預計2022年修復完工；2022年中被發現工程單位未依原計畫施工造成部分國定古蹟遭拆除，導致文資局勒令停工並開罰移送法辦。2023年5月，監察院對台鐵提出糾正，要求台鐵對廠商提出損害賠償，文化部文資局依照文資法對台鐵裁罰最高罰金60萬元，台鐵將陳姓建築師等人依照毁損古蹟移送法辦，待第三方損害報告提出，預計2024年6月辦理新的修復工程發包。

## 歷史

### 設站

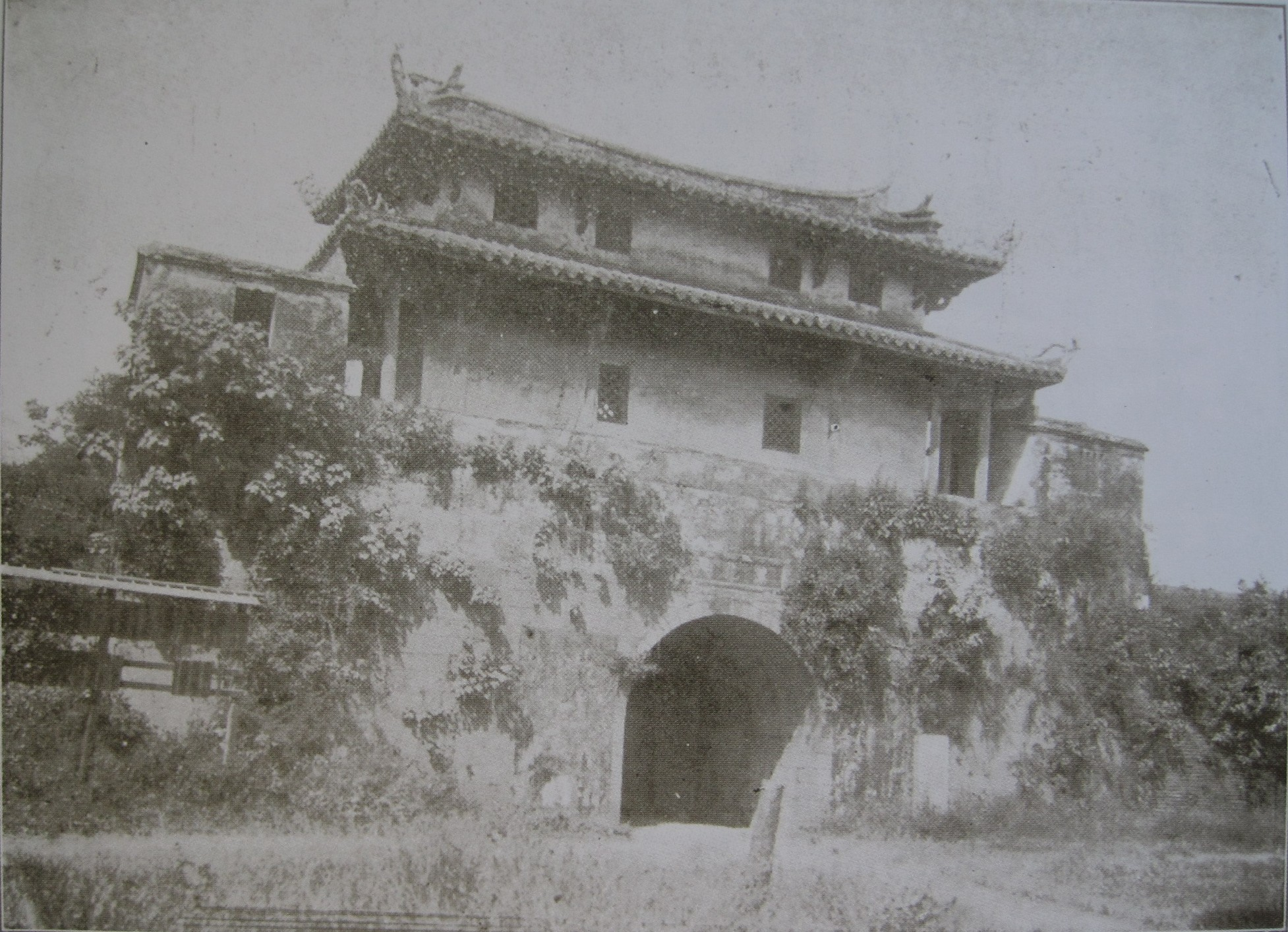
臺灣府城大北門、位在車站附近的小東路與北門路交會處，1915年拆除

清領時期臺灣各地與臺南交通往來主要以當時的官道（今省道臺1及臺19線公路）為主，日治時期之後，日軍為了治理方便，暫以軍用輕便道做為軍事補給及運輸的交通線。1899年，南部鐵道縱貫線準備施工，鐵道部派遣技師長長谷川考察巡視，決定於原臺灣府城內大北門附近的右營埔設立鐵道停車場，並於12月動工。因設站於原臺灣府城內，完好的城廓必須因應鐵道鋪設而貫通，1900年5月開始申請臺南城壁貫通認可，並配合鐵道的開發申請今北門路的道路開通許可。1900年6月總督府同意鐵道貫通臺南城壁之鋪設，成為臺南因城市發展而拆除城牆的首例。

### 第一代車站

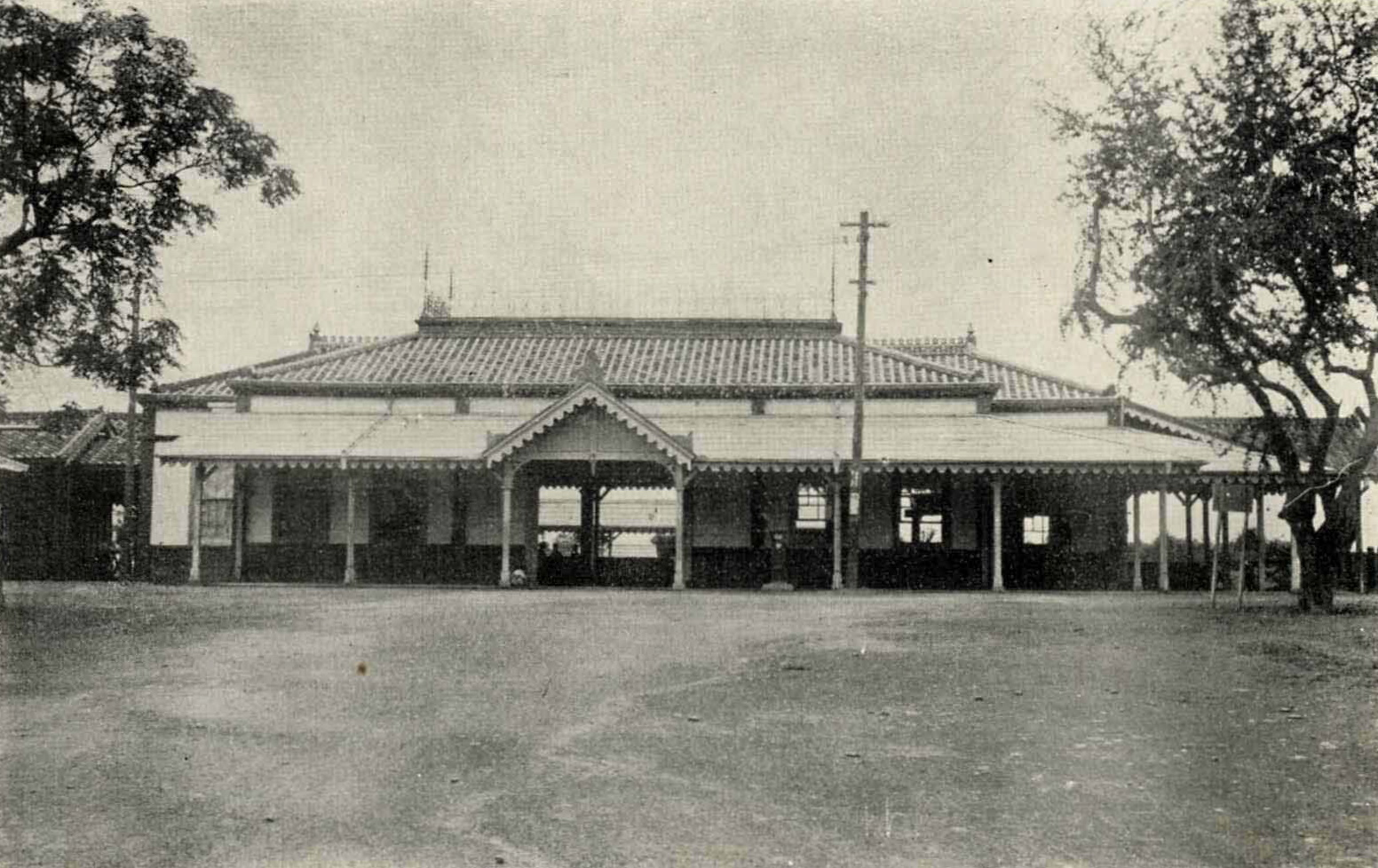
1900年落成的臺南停車場（第一代車站）

第一代臺南驛（臺南停車場）為木造建築，於明治33年（1900年）5月15日落成，明治38年（1905年）小幅增建。啟用當時，僅開通臺南＝打狗（高雄港車站前身）。時任總督兒玉源太郎特地到打狗乘車至臺南。翌年鐵路向北推向至灣裡（現在的善化區），並分段通車，直至明治41年（1908年）縱貫線全線通車。由於木造結構易受風雨摧殘，1911年曾因風雨倒塌而修建，1913年亦有修建。
臺南驛之所在原為臺南城內較偏僻的城北曠野，車站設立後促使附近商業開始興起，如運送店、旅館、待合所（旅客等候室）、馬車、人力車、及販賣飲食者皆聚集在此，形成新商圈。而臺南驛亦成為臺南重要門戶，重要的歡迎、送別活動皆在車站前舉行，若遇到重要節慶或日本皇室成員來臺南，則會在車站前設立奉迎門（歡迎牌坊）以示隆重。

### 第二代車站
隨著台南市區的擴大，以及縱貫線台南高雄間的雙線工程，原站房過於老舊且不敷使用，開始提出臺南驛本體建築改建和其它建物改良計畫。計畫於昭和7年（1932年）審議完成，昭和9年開始施工，由臺灣總督府交通局鐵道部改良課日籍建築師宇敷赳夫設計。
昭和11年（1936年）3月，位於北門町的第二代臺南驛完工，為近代折衷主義風格之二層樓鋼骨鋼筋混凝土建築，月台屋架為鑄鐵構造，第一、二月臺間的地下道亦為當時所建。當時站房外側為門廊車道，設有赤帽室及公眾電話室，室內一樓前棟為售票大廳，後棟為事務室、賣店、貴賓室及三個等級的候車室，且設有寄物室供旅客使用，二樓則為臺南鐵道飯店之客房、待合室及餐廳，是日治時期臺灣唯一一座二層樓車站建築。
建築外觀的白色方磚為愛知縣不二見燒合資會社及伊奈製陶出品，寢室的磁磚為北投窯廠出品，貴賓室的大理石來自花蓮，售票大廳及候車室的大理石為長門石材株式會社提供，室內裝修部分則和林百貨及末廣町店鋪同為臺北橫山裝飾品店承攬，衛浴設備為共榮商會代理的東洋陶器製品，電信設備為臺北高進商會承攬，燈具為大阪市北中製作所設計，時鐘為臺北鎌野時計店購自雄工社的製品。
1945年第二次世界大戰時，臺南遭受美軍空襲，臺南驛也遭受轟炸，後來修復並使用至今。

### 年表
- 1899年12月：第一代車站開始興建。
- 1900年5月15日：第一代車站竣工。

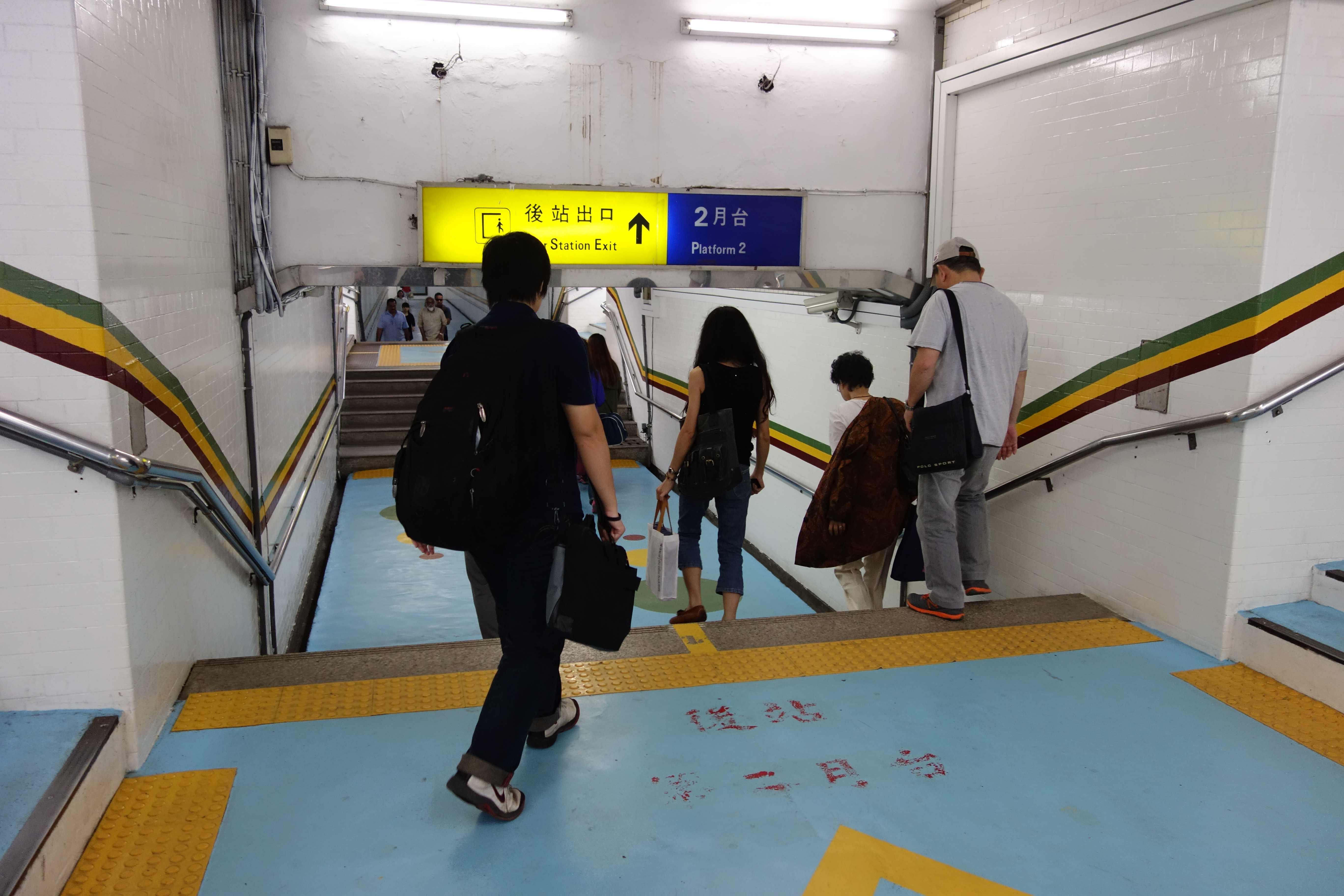
與站體同為古蹟的月臺聯絡通道

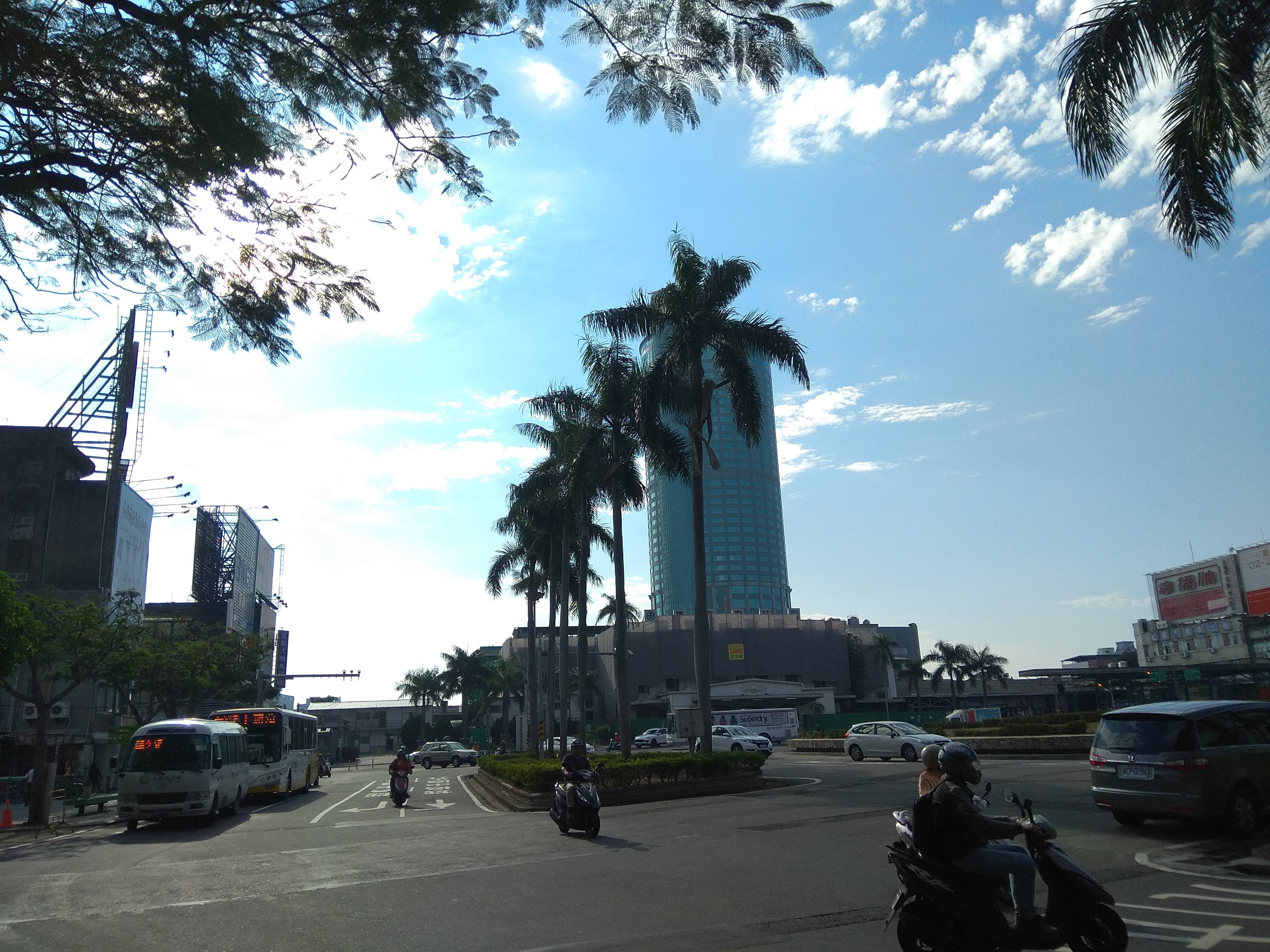
整修中之舊站體，此時站體外觀已被圍籬大半包覆

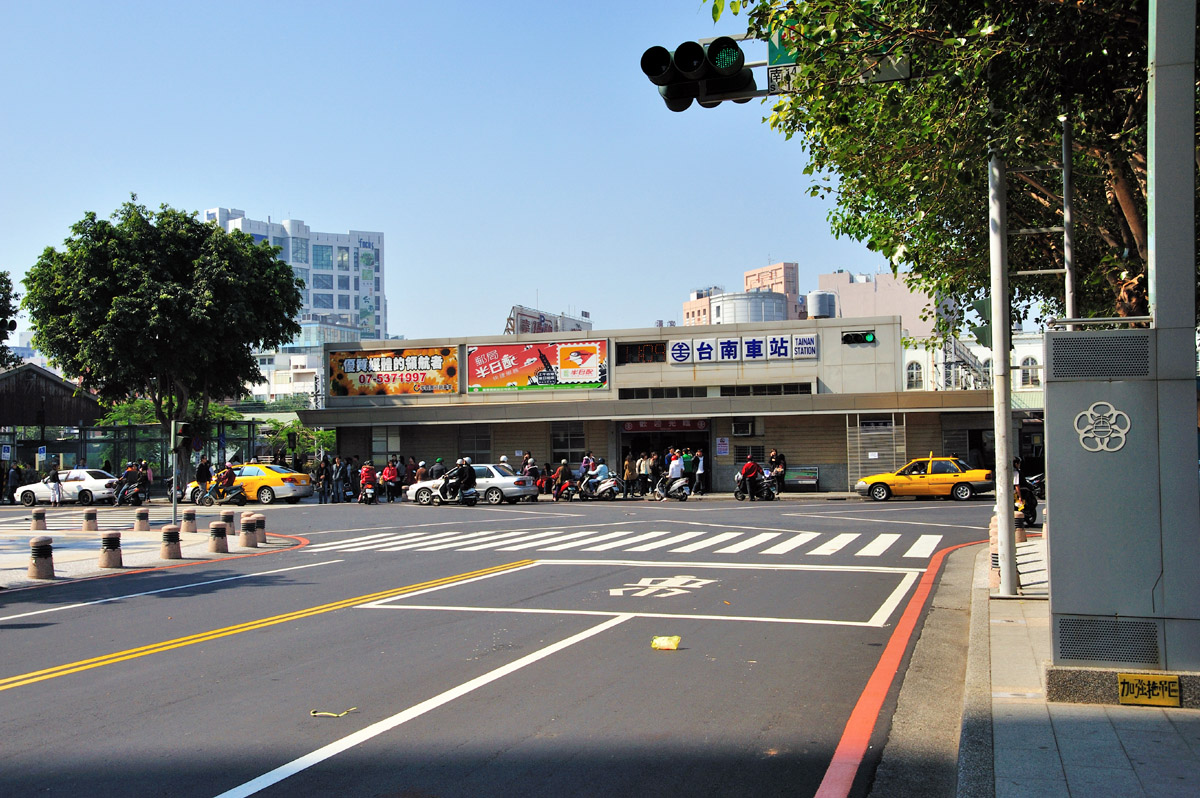
已經於2021年4月封閉拆除的臺南後站

- 1900年11月29日：台南－打狗（今高雄港車站）間開通[16]。
- 1901年：台南－灣裡（善化）間開通。
- 1905年：車站小幅擴建[17]。
- 1908年4月20日：西部縱貫線全線通車。
- 1911年：因風雨倒塌重建。
- 1927年9月：第二代台南驛開始興建。
- 1936年3月：第二代台南驛落成使用，車站二樓的臺南鐵道飯店開業。
- 1945年：遭到美軍轟炸毀損。鐵道飯店分為鐵路飯店及鐵路餐廳。
- 1954年6月6日：糖業鐵路關廟線延伸設站。
- 1966年3月：車站二樓鐵路飯店結束營業。
- 1969年5月20日：糖業鐵路關廟線臺南＝東門間停駛。
- 1977年6月：設立後站，方便東區居民及附近學校師生進出車站，無需再繞至北門路前站。
- 1985年7月：車站二樓鐵路餐廳結束營業。
- 1998年12月18日：內政部指定為國定古蹟（在指定為國定古蹟之前，已由臺灣省政府指定為省定古蹟）。
- 2007年4月26日：臺南鐵路地下化計畫定案，車站本體則計畫保存作為地標。
- 2009年9月9日：行政院經濟建設委員會通過「臺南市區鐵路地下化計畫」。
- 2010年12月21日：前站增設人行地下道無障礙電梯2座啟用（分別位於計程車排班區、經濟部標準檢驗局臺南分局）。
- 2011年1月2日：沙崙支線通車，20分鐘可抵達與高鐵臺南車站共站的沙崙車站。
- 2012年5月8日：連結第一月台與第二月台的無障礙電梯完工啟用。
- 2016年4月21日：改點後本站開始停靠普悠瑪號。
- 2017年5月7日：台南車站大廳天花板發生崩塌意外，造成2名乘客受傷，並引發古蹟安全疑慮。
- 2017年10月：古蹟整修工程啟動，總經費一億五千七百萬元，預計工期四十個月。
- 2019年11月：台南鐵路地下化車站主體工程動工，預計2026年底完工啟用。
- 2021年4月8日：因應南鐵地下化後續工程，於原後站南方約80公尺處新設之臨時後站正式啟用[18]，原後站（前鋒路與大學路口）予以停用拆除。
- 2022年6月：台南車站古蹟修復工程承包商重大失誤，許多重要文物「被消失」，即日起勒令停工[註 2][19]。

## 利用狀況
根據2024年資料，本站每日旅運量約為50,136，在台鐵各站中排行第3名。
| -2000年 | -2000年   | -2000年   | -2000年    | -2000年 | -2000年 | -2000年 |
| 年      | 年間      | 年間      | 年間       | 年間    | 1日平均 | 1日平均 |
| 年      | 上車      | 下車      | 上下車     | 來源    | 上車    | 上下車  |
| ------- | --------- | --------- | ---------- | ------- | ------- | ------- |
| 1946    | 1,954,645 | 1,750,151 | 3,704,796  | [ 20 ]  | 5,355   | 10,150  |
| 1949    | 3,255,802 | 2,765,426 | 6,021,228  | [ 21 ]  | 8,920   | 16,497  |
| 1950    | 1,810,777 | 1,970,728 | 3,781,505  | [ 22 ]  | 4,961   | 10,360  |
| 沒資料  |           |           |            |         |         |         |
| 1960    | 2,976,503 | 沒資料    | 沒資料     | [ 23 ]  | 8,133   | 沒資料  |
| 1961    | 2,949,824 | 沒資料    | 沒資料     | [ 23 ]  | 8,082   | 沒資料  |
| 1962    | 2,653,500 | 沒資料    | 沒資料     | [ 23 ]  | 7,270   | 沒資料  |
| 1963    | 2,557,932 | 沒資料    | 沒資料     | [ 23 ]  | 7,008   | 沒資料  |
| 1964    | 2,856,442 | 沒資料    | 沒資料     | [ 23 ]  | 7,804   | 沒資料  |
| 1965    | 3,023,349 | 沒資料    | 沒資料     | [ 23 ]  | 8,283   | 沒資料  |
| 1966    | 3,300,548 | 沒資料    | 沒資料     | [ 23 ]  | 9,043   | 沒資料  |
| 1967    | 3,614,340 | 沒資料    | 沒資料     | [ 23 ]  | 9,902   | 沒資料  |
| 1968    | 3,881,179 | 沒資料    | 沒資料     | [ 23 ]  | 10,604  | 沒資料  |
| 1969    | 4,152,918 | 沒資料    | 沒資料     | [ 23 ]  | 11,378  | 沒資料  |
| 1970    | 4,343,355 | 沒資料    | 沒資料     | [ 23 ]  | 11,900  | 沒資料  |
| 1971    | 4,419,553 | 沒資料    | 沒資料     | [ 23 ]  | 12,108  | 沒資料  |
| 沒資料  |           |           |            |         |         |         |
| 1975    | 5,581,712 | 6,025,047 | 11,606,759 | [ 24 ]  | 15,292  | 31,799  |
| 1976    | 5,958,531 | 6,232,639 | 12,191,170 | [ 25 ]  | 16,280  | 33,309  |
| 1977    | 5,694,234 | 5,888,200 | 11,582,434 | [ 26 ]  | 15,601  | 31,733  |
| 1978    | 沒資料    | 沒資料    | 沒資料     | 沒資料  | 沒資料  | 沒資料  |
| 1979    | 沒資料    | 沒資料    | 沒資料     | 沒資料  | 沒資料  | 沒資料  |
| 1980    | 5,035,969 | 5,141,475 | 10,177,444 | [ 27 ]  | 13,759  | 27,807  |
| 1981    | 4,994,674 | 5,165,460 | 10,160,134 | [ 28 ]  | 13,684  | 27,836  |
| 1982    | 5,290,823 | 5,427,666 | 10,718,489 | [ 29 ]  | 14,495  | 29,366  |
| 1983    | 5,317,759 | 5,521,548 | 10,839,307 | [ 30 ]  | 14,569  | 29,697  |
| 1984    | 5,249,950 | 5,604,278 | 10,854,228 | [ 31 ]  | 14,344  | 29,656  |
| 1985    | 5,064,945 | 5,488,690 | 10,553,635 | [ 31 ]  | 13,877  | 28,914  |
| 1986    | 4,879,478 | 5,185,346 | 10,064,824 | [ 31 ]  | 13,368  | 27,575  |
| 1987    | 4,682,061 | 4,980,225 | 9,662,286  | [ 31 ]  | 12,828  | 26,472  |
| 1988    | 4,727,053 | 5,015,710 | 9,734,763  | [ 31 ]  | 12,915  | 26,598  |
| 1989    | 4,566,996 | 4,999,152 | 9,566,148  | [ 31 ]  | 12,512  | 26,209  |
| 1990    | 4,715,667 | 5,027,404 | 9,743,071  | [ 31 ]  | 12,920  | 26,693  |
| 1991    | 4,842,284 | 5,079,227 | 9,921,511  | [ 31 ]  | 13,267  | 27,182  |
| 1992    | 5,215,837 | 5,402,756 | 10,618,593 | [ 31 ]  | 14,251  | 29,013  |
| 1993    | 5,519,455 | 5,788,376 | 11,307,831 | [ 31 ]  | 15,122  | 30,980  |
| 1994    | 5,676,924 | 5,981,462 | 11,658,386 | [ 31 ]  | 15,553  | 31,941  |
| 1995    | 5,775,539 | 6,064,878 | 11,840,417 | [ 31 ]  | 15,823  | 32,439  |
| 1996    | 5,596,236 | 5,976,100 | 11,572,336 | [ 31 ]  | 15,290  | 31,618  |
| 1997    | 6,009,216 | 6,493,912 | 12,503,128 | [ 31 ]  | 16,464  | 34,255  |
| 1998    | 6,174,459 | 6,959,793 | 13,134,252 | [ 31 ]  | 16,916  | 35,984  |
| 1999    | 7,022,370 | 7,524,020 | 14,546,390 | [ 31 ]  | 19,239  | 39,853  |
| 2000    | 8,739,455 | 8,287,074 | 17,026,529 | [ 31 ]  | 23,878  | 46,521  |

| 2001年- | 2001年-   | 2001年-   | 2001年-    | 2001年- | 2001年- | 2001年- |
| 年      | 年間      | 年間      | 年間       | 年間    | 1日平均 | 1日平均 |
| 年      | 上車      | 下車      | 上下車     | 來源    | 上車    | 上下車  |
| ------- | --------- | --------- | ---------- | ------- | ------- | ------- |
| 2001    | 7,870,669 | 8,045,721 | 15,916,390 | [ 31 ]  | 21,563  | 43,607  |
| 2002    | 7,844,264 | 7,884,641 | 15,728,905 | [ 31 ]  | 21,491  | 43,093  |
| 2003    | 7,171,307 | 7,203,201 | 14,374,508 | [ 31 ]  | 19,647  | 39,382  |
| 2004    | 7,470,036 | 7,522,323 | 14,992,359 | [ 31 ]  | 20,410  | 40,963  |
| 2005    | 7,465,794 | 7,500,274 | 14,966,068 | [ 31 ]  | 20,454  | 41,003  |
| 2006    | 7,407,975 | 7,457,246 | 14,865,221 | [ 31 ]  | 20,296  | 40,727  |
| 2007    | 7,210,141 | 7,218,499 | 14,428,640 | [ 31 ]  | 19,754  | 39,531  |
| 2008    | 7,618,343 | 7,615,051 | 15,233,394 | [ 31 ]  | 20,815  | 41,621  |
| 2009    | 7,207,464 | 7,265,692 | 14,473,156 | [ 32 ]  | 19,746  | 39,652  |
| 2010    | 7,462,563 | 7,486,560 | 14,949,123 | [ 33 ]  | 20,445  | 40,957  |
| 2011    | 8,067,500 | 8,262,227 | 16,329,727 | [ 34 ]  | 22,103  | 44,739  |
| 2012    | 8,618,439 | 8,896,410 | 17,514,849 | [ 35 ]  | 23,548  | 47,855  |
| 2013    | 9,069,671 | 9,312,918 | 18,382,589 | [ 36 ]  | 24,848  | 50,363  |
| 2014    | 9,363,002 | 9,646,540 | 19,009,542 | [ 37 ]  | 25,652  | 52,081  |
| 2015    | 9,574,617 | 9,789,159 | 19,363,776 | [ 38 ]  | 26,232  | 53,051  |
| 2016    | 9,556,572 | 9,786,231 | 19,342,803 | [ 39 ]  | 26,111  | 52,849  |
| 2017    | 9,743,779 | 9,925,810 | 19,669,589 | [ 40 ]  | 26,695  | 53,889  |
| 2018    | 9,629,053 | 9,859,096 | 19,488,149 | [ 41 ]  | 26,381  | 53,392  |
| 2019    | 9,590,062 | 9,825,668 | 19,415,730 | [ 42 ]  | 26,274  | 53,194  |
| 2020    | 8,189,000 | 8,352,132 | 16,541,132 | [ 43 ]  | 22,374  | 45,194  |
| 2021    | 6,283,940 | 6,414,753 | 12,698,693 | [ 44 ]  | 17,216  | 34,791  |
| 2022    | 6,937,286 | 7,092,841 | 14,030,127 | [ 45 ]  | 19,006  | 38,439  |
| 2023    | 8,403,516 | 8,570,819 | 16,974,335 | [ 46 ]  | 23,023  | 46,505  |
| 2024    | 9,076,852 | 9,272,964 | 18,349,816 | [ 47 ]  | 24,800  | 50,136  |

## 鐵路地下化
因應臺鐵轉型及臺南車站地區都市更新發展，並消除鐵路對市區之阻隔及減少平交道事故發生，以疏解日益嚴重的都市交通，政府遂研議辦理「臺南市區鐵路地下化計畫」。
預期消除鐵路沿線9處平交道、4處地下道及3處陸橋，增進行車安全、交通順暢及均衡都市發展；並同時改善鐵路行車所產生之噪音、振動等環境公害問題。
地下化後新站體將分為地面穿堂層、地下一層（大廳層）、地下二層（月台層），並將配置2座島式月臺及4股道、亦有預留地上的開發及未來的擴站空間。

### 地下車站規劃
| 地面      | 穿堂層   | 出入口、計程車排班區、綠地廣場                                                |
| 地下 一樓 | 大廳層   | 車站大廳、詢問處、地下商場、自動售票機、驗票閘門 洗手間（站體北側付費區內）   |
| 地下 二樓 | 1A月臺   | 西部幹線（上行待避） 往嘉義、彰化、臺中、臺北、基隆方向（大橋車站）→          |
| 地下 二樓 | 島式月台 |                                                                               |
| 地下 二樓 | 1B月臺   | 西部幹線 往嘉義、彰化、臺中、臺北、基隆方向（大橋車站）→                      |
| 地下 二樓 | 2A月臺   | ← 西部幹線 往新左營、高雄、屏東、潮州、枋寮、沙崙方向（林森車站）             |
| 地下 二樓 | 島式月台 |                                                                               |
| 地下 二樓 | 2B月臺   | ← 西部幹線（下行待避） 往新左營、高雄、屏東、潮州、枋寮、沙崙方向（林森車站） |

## 相關創作
香港作家譚劍的輕小說《貓語人》系列裡的「永保安康的惡魔咒語」即以台南車站為重要場景，二樓的餐廳和飯店關門至今是因為惡鬼作崇，永康站和保安站的改名則是為了鎮鬼，並把原因追溯至日治時期發生的愛情悲劇。
台灣電影《總鋪師》一幕中男主角料理醫生阿海幫女主角詹小婉拿行李時，當時的取景車站就在本站。

## 其他

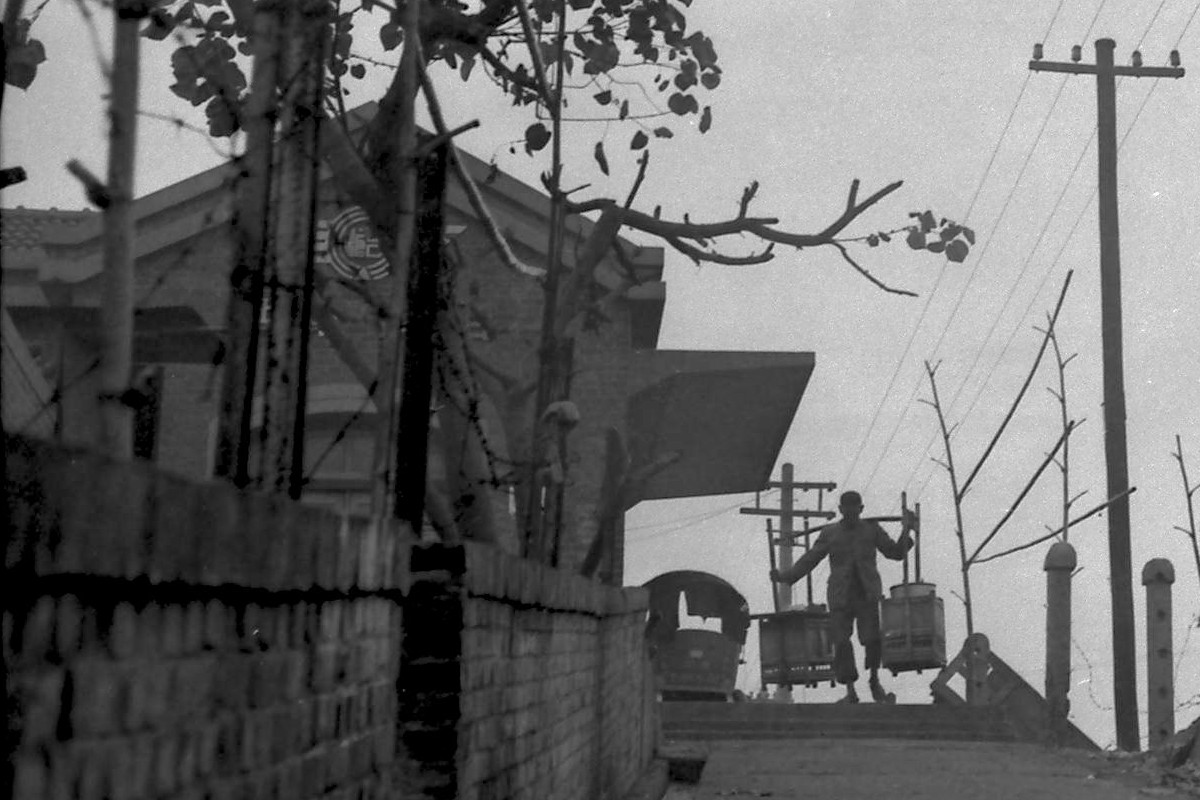
糖鐵臺南站

- 1954年糖業鐵路關廟線延伸至臺鐵臺南車站東南方（四維地下道上方）[50]直至1969年5月20日關廟線臺南車站裁撤為止，而零星月臺遺跡、站房基礎原先尚存，2019年因地下化工程而徹底消失。

- 轉車台：臺南車站共有三代轉車台，分別為1908年第一代南側轉車台、1919年第二代北側轉車台、1935年第三代轉車台。為配合臺南市區鐵路地下化，2020年9月28日由台南市政府文化局主導的文資審議會決議將第二代北側轉車台拆卸成28塊，移往新營區存放，第一代南側轉車台則原地保存。

- 壽陸橋：臺南車站一旁的鐵路橋，建於1905年，位於臺南市中西區，陸橋下方為跨越民族路一段的四維地下車道。

- 大橋車站通車前，本站前後站恰為永保安康；另外，本站亦為台20線（南部橫貫公路）上唯二的車站（另一為海端車站）。

- 本站為台鐵極西點車站，未來將會設標示牌標示。[51]

## 註解
1. ↑  稱為「臺南火車站經濟部標檢局周邊地區都市更新事業案」，包括創意文化園區、臺南轉運站、舊台汽車站及經濟部檢驗局等
2. ↑  文化部文資局表示施工廠商很多工程未經提報審議就逕自施工，遭到破壞部分難以恢復，初步清查車站外牆日治時期的磁磚部分被敲除，日治時期特色窗台也被敲掉，二樓鐵道飯店歷史悠久的衛浴設備也都「被消失」，至於其他的古蹟損壞情況，仍在釐清中。

## 外部連結
- 國營臺灣鐵路股份有限公司 – 臺南車站 （页面存档备份，存于）